# EC Bahia
Esporte Clube Bahia is een Braziliaanse voetbalclub uit Salvador in de staat Bahia.

## Geschiedenis
In 1931 besloten AAB en Bahiano de Tênis om hun voetbalafdelingen te sluiten. De spelers besloten dan om deze samen te voegen en een nieuwe club op te richten, EC Bahia.
De club werd de eerste kampioen van Brazilië in 1959 en versloeg in de finale Santos FC, de club van Pelé. Hierdoor mocht Bahia deelnemen aan de allereerste Copa Libertadores, maar de club verloor in de eerste ronde van het Argentijnse San Lorenzo de Almagro. In 1988 won Bahia opnieuw de landstitel. Het hoogste bezoekersaantal aller tijden bij een thuiswedstrijd van Bahia werd genoteerd in het voormalige Estádio Fonte Nova in 1989, namelijk 110.438.
Tijdens de jaren 90 ging het met de club bergafwaarts, en in 1997 degradeerde Bahia voor het eerst naar de Serie B. Van 2000 tot 2003 speelde de club opnieuw in de hoogste klasse. Het dieptepunt kwam in 2005 toen Bahia naar de Serie C degradeerde. Na twee seizoenen echter promoveerde de club weer naar de Serie B. Na twee seizoenen in de middenmoot eindigde de club in 2010 derde en promoveerde terug naar de Série A, daar verbleef de club vier seizoenen in de lagere middenmoot alvorens opnieuw te degraderen, samen met stadsrivaal Vitória. In 2016 eindigde de club vierde en promoveerde hierdoor terug naar de Serie A. De club kon het vijf seizoenen uithouden en degradeerd dan voor één seizoen terug naar de Série B. In 2023 won de club zijn vijftigste staatstitel.

## Erelijst
Landskampioen
1959, 1988
Copa do Nordeste
2001, 2002, 2017, 2021
Campeonato Baiano
1931, 1933, 1934, 1936, 1938, 1940, 1944, 1945, 1947, 1948, 1949, 1950, 1952, 1954, 1956, 1958, 1959, 1960, 1961, 1962, 1967, 1970, 1971, 1973, 1974, 1975, 1976, 1977, 1978, 1979, 1981, 1982, 1983, 1984, 1986, 1987, 1988, 1991, 1993, 1994, 1998, 1999, 2001, 2012, 2014, 2015, 2018, 2019, 2020, 2023

## Bekende (ex-)spelers
- Daniel Alves
- Talisca
- Fernandão
- Dôdo
- Lulinha
- Bobô
- José Sanfilippo
- Pablo Armero
- Sérgio Cláudio dos Santos